# Smeringopina bineti
Smeringopina bineti là một loài nhện trong họ Pholcidae. Loài này được phát hiện ở Guinee.